# Madison Davenport
Madison Danielle Davenport (San Antonio, Texas; 22 de noviembre de 1996) es una actriz y cantante estadounidense, conocida por interpretar a Kate Fuller en la serie From Dusk till Dawn: The Series, basada en la película del mismo nombre.

## Biografía
Davenport nació en San Antonio, Texas. Comenzó su carrera en 2005 cuando tuvo un pequeño papel en Conversations with Other Women. Poco después apareció en la serie de televisión Numb3rs, Close to Home, CSI: NY, Shameless y Hot Properties.
En 2006, la voz de Davenport se hacía oír en Vecinos invasores como Quillo, uno de los puercoespines en la película.
Davenport apareció en Legion of Super Heroes y While the Children Sleep en 2007. El año 2008 se prodigó en el cine con títulos como Humboldt County, Kit Kittredge: An American Girl, The Attic Door and Christmas Is Here Again.
Ha interpretado a la pareja romántica de Cam (Logan Lerman) en la película bíblica de 2014 Noah dirigida por Darren Aronofsky, junto a Russell Crowe, Anthony Hopkins, Jennifer Connelly, y Emma Watson.
En 2014, interpreta el personaje de Kate Fuller en la serie de televisión From Dusk till Dawn: The Series de Robert Rodriguez.

## Filmografía

### Películas
| Año  | Película                        | Rol                | Notas            |
| ---- | ------------------------------- | ------------------ | ---------------- |
| 2005 | Harmony Parker                  | Harmony Parker     | Cortometraje     |
| 2005 | Conversations with Other Women  | British Girl       |                  |
| 2006 | Vecinos invasores               | Quillo             | Voz              |
| 2006 | Strangers                       | Abbey              | Cortometraje     |
| 2006 | Hammy's Boomerang Adventure     | Quillo             | Voz/Cortometraje |
| 2006 | Journey On Rio: Number Two      | Bianca             | Voz              |
| 2007 | While the Children Sleep        | Casey Eastman      |                  |
| 2007 | Christmas Is Here Again         | Sophiana           | Voz              |
| 2007 | Dog Days III                    | Bianca             | Voz              |
| 2008 | Dr. Seuss' Horton Hears a Who!  | Voces adicionales  |                  |
| 2008 | Humboldt County                 | Charity            |                  |
| 2008 | Kit Kittredge: An American Girl | Ruthie Smithens    |                  |
| 2008 | Gake no ue no Ponyo             | Voces adicionales  |                  |
| 2008 | Parasomnia                      | Young Laura Baxter |                  |
| 2009 | The Attic Door                  | Caroline           |                  |
| 2010 | Jack and the Beanstalk          | Destiny            |                  |
| 2010 | Amish Grace                     | Mary Beth Graber   |                  |
| 2010 | Dad's Home                      | Lindsay Westman    |                  |
| 2012 | The Possession                  | Hannah Brenek      |                  |
| 2014 | Noah                            | Na'el              |                  |
| 2015 | Sisters                         | Hayley             | Elenco principal |

### Televisión
| Año       | Televisión                      | Rol             | Episodio/Notas                                    |
| --------- | ------------------------------- | --------------- | ------------------------------------------------- |
| 2005      | Numb3rs                         | Julia Rausch    | "Better or Worse"                                 |
| 2005      | Close to Home                   | Katie           | "Pilot"                                           |
| 2005      | CSI: NY                         | Abby Drake      | "City of the Dolls"                               |
| 2005      | Hot Properties                  | Hannah          | "It's a Wonderful Christmas Carol on 34th Street" |
| 2006      | Bones                           | Megan           | "The Girl with the Curl"                          |
| 2007      | Legion of Super Heroes          | Abel            | "Unnatural Alliances"                             |
| 2008      | Special Agent Oso               | Stacey & Fiona  | "To Grandma with Love/Gold Flower"                |
| 2008      | ER                              | Claire O'Fallon | "Parental Guidance"                               |
| 2011      | CSI: Crime Scene Investigation  | Camryn Pose     | "All That Cremains"                               |
| 2011      | Shameless                       | Ethel           | Recurring role                                    |
| 2011      | House                           | Iris            | "Dead & Buried"                                   |
| 2013      | Save Me                         | Emily Harper    | Regular                                           |
| 2013      | Criminal Minds                  | Samantha Wilcox | "Route 66"                                        |
| 2014—2016 | From Dusk till Dawn: The Series | Kate Fuller     | Personaje principal                               |
| 2017      | Sharp Objects                   | Ashley          | Regular                                           |
| 2019      | Black Mirror                    | Jack            | Rachel, Jack and Ashley Too                       |